# Puja (budismo)

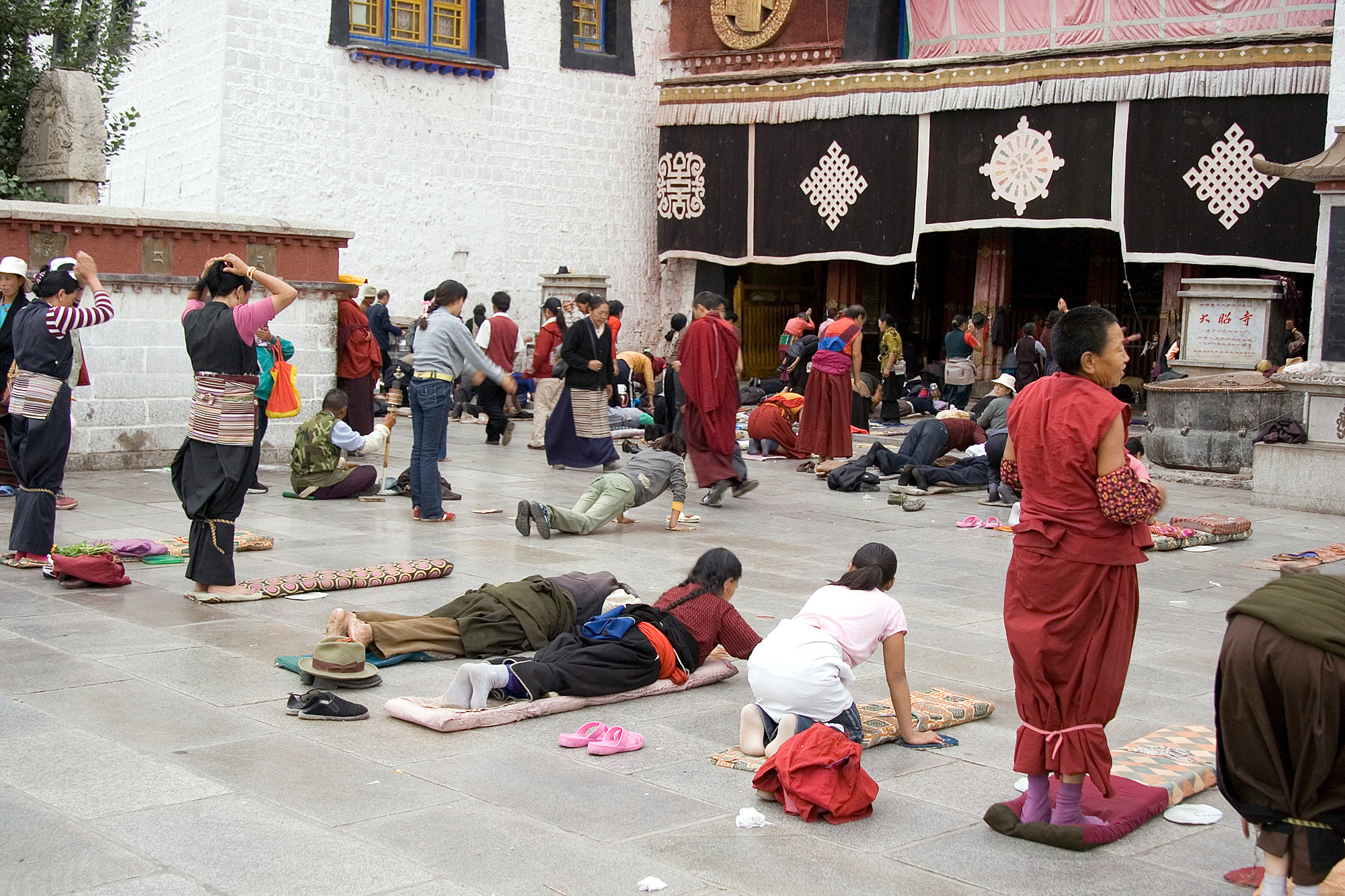
Oración frente al Monasterio de Jokhang, el templo más sagrado e importante del Tíbet

En el Budismo, puja (sánscrito y pali: pūjā) es una manifestación de "honra, adoración y devoción." Los actos de puja pueden tomar forma de las reverencias, ofrendas o cánticos. Estos actos pueden realizarse en el entorno doméstico o en las festividades de la comunidad como los días Uposatha en un templo.